# Ruska piramida

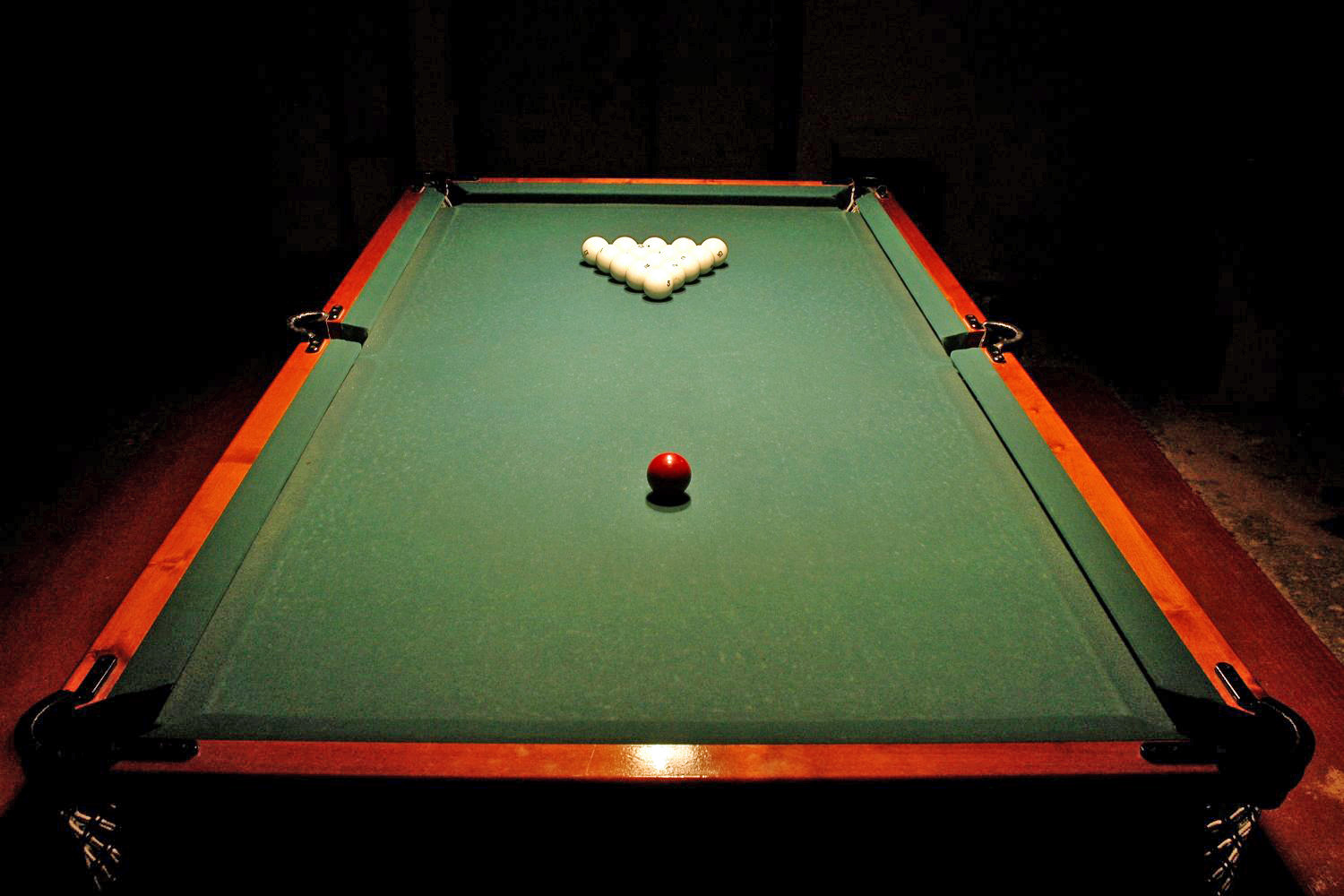
Bile do ruskiej piramidki na dwunastostopowym stole

Ruska piramida (bilard rosyjski, rosyjski pool lub bilard petersburski) – rosyjska odmiana bilardu będąca grą nienominowaną.

## Podstawowe różnice
StółDopuszczalne są rozmiary: 7 ft (198 × 99 cm), 8 ft (224 × 112 cm), 9 ft (254 × 127 cm) i 12 ft (356 × 178 cm), jednak najczęściej w ruską piramidę gra się na stole dwunastostopowym.
Rozmiary bilJest szesnaście bil (15 białych i jedna czerwona), które są większe i cięższe niż standardowe. Są dwa dopuszczalne rozmiary: 68 mm lub 71 mm (normalnie 57,2 mm).
Rozmiary łuzKieszenie są zaledwie 2 do 4 mm większe niż średnica bil.

## Zasady

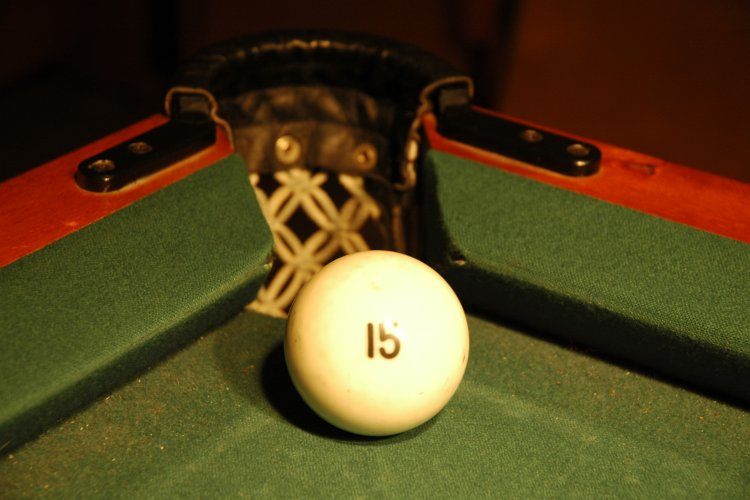
Bila do ruskiej piramidy przy narożnej kieszeni. Warto zwrócić uwagę na szerokość wejścia kieszeni w stosunku do średnicy bili.

Jest kilka odmian ruskiej piramidy. Wszystkie gry zaczynają się z piętnastoma ponumerowanymi białymi bilami ułożonymi w trójkąt, podobnie jak w ósemce, oraz jedną bilą kolorową. Pierwszy zawodnik rozbija trójkąt kolorową bilą z punktu bazy.
W moskiewskiej piramidce celem gry jest wbicie 8 bil. Zawodnicy mogą wbijać również czerwoną bilę, którą zwykle zagrywają. Czasem zawodnik może wbić czerwoną uderzając kijem czerwoną bilę. Po wbiciu czerwonej bili przeciwnik wybiera jedną białą bilę i wkłada ją do kieszeni, wyjmując czerwoną, którą stawia na linii bazy. Ewentualny faul (np. nietrafienie w żadną z bil, wbicie czerwonej przy zagrywaniu) powoduje odjęcie jednego punktu faulującemu oraz wyciągnięcie jednej bili z kieszeni i położenie jej na stole.
W ruskiej piramidce jest 15 białych bil oraz jedna czarna. Zawodnik uderza ją na początku, rozbijając trójkąt, starając się jednocześnie wbić czarną bilę. Po rozbiciu gracze uderzają kijem dowolną bilę (białą lub czarną) tak, aby albo wpadła inna bila, lub żeby uderzana kijem odbiła się od innej bili i sama wpadła do kieszeni. Za każde wbicie (białej czy czarnej; czarna po wbiciu nie wraca na stół) gracz otrzymuje 1 punkt. Wygrywa ten, kto zdobędzie jako pierwszy 8 punktów.
W petersburskiej piramidzie również jest 15 bil, ale kijem uderza się bilę żółtą. Przy rozbiciu zawodnik stara się rozbić trójkąt wbijając żółtą do kieszeni, po czym wyjmuje ją, stawia gdzie chce i wbija białą uderzając kijem żółtą. Następnie musi tak uderzyć żółtą, aby ta po zderzeniu z białą wpadła do kieszeni lub wbić normalnie białą. Jeśli wpadnie żółta, wyjmuje ją z kieszeni, kładzie gdzie chce i gra jest kontynuowana. Po wbiciu żółtej zdejmuje się ze stołu tę bilę, w którą uderzyła. Nie można wbijać żółtej dwa razy z rzędu, ale można wbijać kilka razy z rzędu białą. Można też wbijać różne bile jednocześnie. Gracze grają do zdobycia 8 punktów. Punktacja: 1 punkt za wbicie bili oraz -1 punkt za faul, po którym jedna biała bila wraca na stół.